# نعيش بينما نحن شباب
«نعيش بينما نحن شباب» (بالإنجليزية: Live While We're Young)‏ هي أغنية من قبل فرقة الفتيان الإنجليزية-الأيرلندية ون دايركشن، تم إصدارها كأغنية منفردة رئيسية من ألبومهم الإستديو الثاني، خذني إلى المنزل (2012). كُتبت بواسطة سافان كوتيشا ومنتجيها، رامي يعقوب وكارل فالك، تم إصدار الرقم بواسطة تسجيلات سايكو في 28 سبتمبر 2012. قاد كل من فالك، وكوتيشا، ويعقوب بشكل تعاوني أغاني ون دايركشن السابقة ساحقة النجاح، «ما الذي يجعلك جميلة» و«شئ واحد». المسار عبارة عن أغنية سرعة إيقاع عالية وبابلجم بوب تفائلي، تتميز بصوت موسيقى الروك الخفيض، وانسجام صوتي، وتصفيقات يدوية، وريفات جيتار كهربائي بارزة، وسنثسيزرات تكرارية. يتم عرض جوقة الأغنية في الغالب إلي جانب القنطرة، ومدعومة بواسطة هتافات بلا كلمات. ينتج ريف جيتارها الافتتاحي أوجه تشابه مع أغنية ذا كلاش المنفردة لعام 1982، «يجب أن أبقي أم يجب أن أذهب».
تلقي المسار ملاحظات إيجابية في معظمها من النقاد، الذين ركزوا علي طبيعتها الكلية والمتهللة. كانت ردود الفعل السلبية الوحيدة التي حصلت عليها الأغنية مُركزة علي كلمات الأغاني، والتي تم تفسيرها علي أنها كناية رقيقة مقنعة عن الجماع. كنجاح تجاري، أصبحت الأغنية ضمن أعلي العشر ضربات في خمس عشرة دولة، بينما وصلت إلي أعلي القوائم في نيوزيلندا وأيرلندا. في الولايات المتحدة، ظهرت أغنية «نعيش بينما نحن شباب» في المركز الثالث علي قائمة بيلبورد هوت 100، مما يمثل ثاني أعلي انحناءة بين جميع أعمال المملكة المتحدة، والتي اجتيزت فقط بواسطة وصول إلتون جون رقم واحد مع أغنية «شمعة في مهب الريح (أغنية 1997)».
بعد تسريب عبر الإنترنت غير مصرح به، تم إصدار الفيديو الموسيقي المُصاحب رسميًا في 20 سبتمبر 2012، أي قبل أربعة أيام من تاريخ الإصدار المقصود. تم إخراجه بواسطة فوغان أرنيل، وهذا المقطع، الذي يحتوي على موضوع مهرجان التخييم، استُقبل عموما بشكل جيد من قبل النقاد، الذين أشادوا بطبيعته الخالية من الهم. عند الإصدار، حطم الرقم القياسي لموقع فيفو لتحقيق أكبر عدد من المشاهدات في فترة 24 ساعة بـ8.24 مليون، مجتازاً الرقم قياسي السابق الذي تم تسجيله من قبل أغنية «بوي فريند» لجاستن بيبر (8.00 مليون). استعاد بيبر في وقت لاحق الرقم القياسي مع الفيديو الموسيقي لأغنية «بيوتي أند أ بيت» (10.6 مليون). قامت فرقة ون دايركشن بأداء أغنية «نعيش بينما نحن شباب» علي البرامج المتلفزة وخلال الجولتين الموسيقيتين الرئيسيتين: جولة خذني إلي المنزل (2013) وجولة أين نحن (2014). تم عرض المسار في إعلان تجاري تليفزيوني لشركة بيبسي للولايات المتحدة وتم عرضه علي حلقة من غلي. وهذة الأغنية هي المسار الأول علي ناو 45.

## وصلات خارجية
- الفيديو الموسيقي الرسمي علي يوتيوب